# Crisis centroamericana
Se le denomina crisis centroamericana a los conflictos armados, terrorismo de Estado, e intervención militar estadounidense sucedidos en la región tras el triunfo de la Revolución Sandinista en 1979, que apoyada por la Unión Soviética y Cuba impulsó una intensificación de la lucha revolucionaria por la implantación del socialismo en Centroamérica. La crisis comenzó a inicios de la década de 1980, tras la llegada de Ronald Reagan a la presidencia de Estados Unidos y el consecuente involucramiento cada vez mayor en la apertura Estados Unidos en el conflicto, lo que supuso un recrudecimiento de la guerra civil de El Salvador y la guerra civil de Guatemala además de la financiación y entrenamiento de la Contra por parte de Estados Unidos cuyo objetivo era derrocar al gobierno del Frente Sandinista de Liberación Nacional.
La agresiva política exterior de Estados Unidos contra Centroamérica supuso un mayor acercamiento de Nicaragua al Pacto de Varsovia y un incremento mayor de la guerra en El Salvador y Guatemala, además de culminar con uno de los mayores escándalos políticos de Estados Unidos, el conocido como Irán-Contra que desestabilizó la presidencia de Ronald Reagan. La prolongada y brutal confrontación armada entre las fuerzas guerrilleras con retaguardia en Nicaragua y la violencia desatada por los gobiernos regionales, convirtieron a Centroamérica en la región más volátil y convulsa del mundo en el marco de la Guerra fría. En particular, los Estados Unidos temían que las victorias de las fuerzas comunistas apoyadas por la Unión Soviética y el Pacto de Varsovia hicieran que América del Sur quedara aislada de Estados Unidos si los gobiernos de Centroamérica eran derrocados y se instauraran gobiernos alineados con el bloque socialista. A lo largo de la segunda mitad del siglo XX, Estados Unidos a menudo persiguió sus intereses a través de gobiernos títeres y las clases elitistas, cuyos miembros tendían a ignorar las demandas de la clase obrera y campesina.

## Antecedentes
Después de la Segunda Guerra Mundial y continuando en las décadas de 1960 y 1970, el panorama económico de América Latina cambió drásticamente. El Reino Unido y los Estados Unidos tenían intereses políticos y económicos en América Latina, cuya economía se desarrolló sobre la base de la dependencia externa. En lugar de depender únicamente de la exportación agrícola, este nuevo sistema promovió el desarrollo interno y se basó en mercados comunes regionales, capital bancario, tasas de interés, impuestos y capital creciente a expensas del trabajo y la clase campesina. La crisis centroamericana fue, en parte, una reacción de las clases bajas de la sociedad centroamericana a la tenencia injusta de la tierra, la coerción laboral y la representación política desigual. La propiedad de la tierra se había apoderado del panorama económico y político de la región, dando a las grandes corporaciones mucha influencia sobre la región y empujando a los agricultores anteriormente autosuficientes y a los trabajadores de la clase baja a las dificultades.

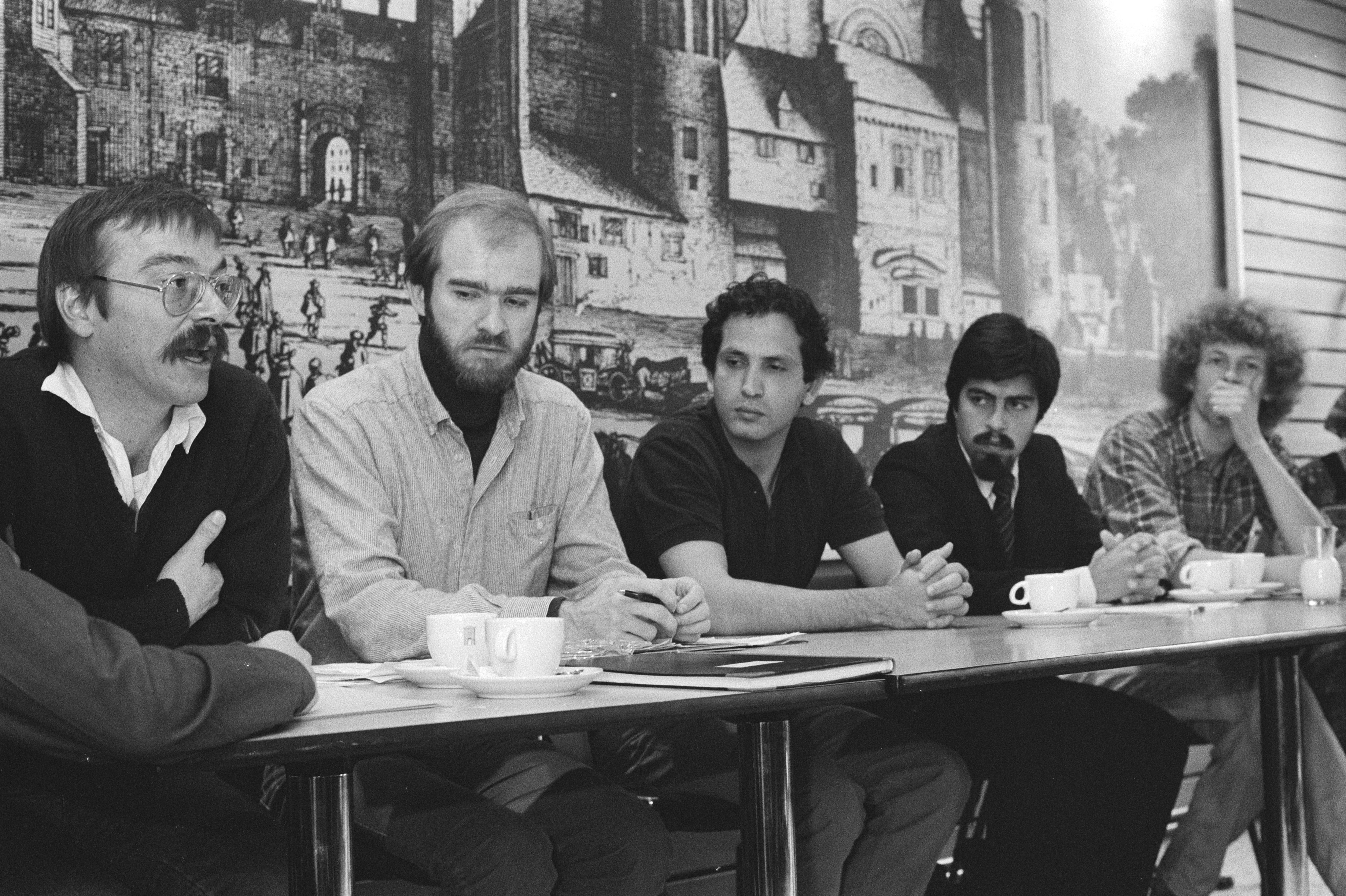
De izquierda a derecha, Hans Langenberg (Secretario Europeo de Solidaridad con Nicaragua), David Funckhausen (Comité de Solidaridad de EE. UU.), Ravael Guerra (DRI/FSLN Nicaragua), Miquel Bonia (FDR/FMLN-El Salvador) y Guus Watel (Comité de Guatemala) 29 de octubre de 1981 (Holanda del Sur).

Aunque si bien las Guerras civiles y demás conflictos armados entre países centroamericanos ya comenzaban desde hace décadas antes de la Crisis, es difícil saber donde y cuando comenzó, aunque se podría llegar al acuerdo que la década más exacta para ver la gradual caída de Centroamérica son los años 70, con el inicio de la segunda fase de la revolución Sandinista. Si bien el cese al fuego en los países centroamericanos termina en 1996 con el acuerdo de Esquipulas, la región aun esta distante de estar en un estado de paz, debido al incremento del crimen organizado, en especial el narcotráfico, el cual ya estaba creciendo exponencialmente a mediados de los años ochenta en Honduras con el cartel bajo el liderazgo del capo de la droga Hondureño Ramón Matta Ballesteros.

## Crisis por país

### Nicaragua

Bandera de las fuerzas del FSLN.

El Frente Sandinista de Liberación Nacional (FSLN) finalmente tras años de guerrillas derrocó a la dictadura de Somoza en 1979, dicha dictadura fue la más longeva de Centroamérica que duró alrededor de 46 años. Sin embargo, Estados Unidos se opuso a la revolución nicaragüense debido a su simpatías con el comunismo y recibir apoyo armamentístico por parte de la Unión Soviética, la Cuba de  Fidel Castro, la República Democrática Alemana, Bulgaria, y la Libia de Gadafi, así el país norteamericano respaldó una rebelión contrarrevolucionaria antiizquierdista conocida como los "Contras" debido a que se oponían el gobierno sandinista.
La financiación de los Contras por parte de los Estados Unidos alargó el conflicto armado en el país por mucho más tiempo de esta manera, causando más muertes en la población civil. En total la revolución sandinista se dividió en dos fases, la primera de 1961 a 1979, y la segunda de 1979 a 1990, sumando 27 años de conflictos armados en suelo nicaragüense que dejaron una enorme suma de muertos y daños al país. Esto provocó que miles de nicaragüenses tuviesen que buscar refugio en Costa Rica, Honduras, Estados Unidos, y demás países.

### El Salvador

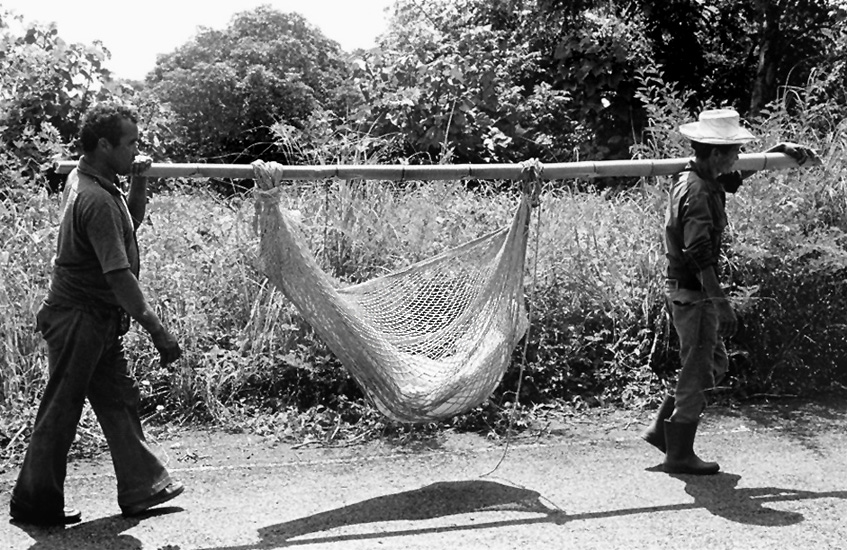
Bajas civiles después de un encuentro Armando Durante el momento más alcido de la Guerra Civil; cual cobro la vida de 75,000 civiles víctimas

El Salvador ya tenía conflictos con su vecino Honduras desde los años 1960, dando inicio a la guerra del fútbol, donde el gobierno hondureño comandado por el general Oswaldo López Arellano expulsa miles de inmigrantes salvadoreños, no obstante a finales de los años 1970 iniciaría una serie de guerrillas internas que haría la calidad de vida bajar exponencialmente. La lucha entre el gobierno militar de El Salvador y el Frente Farabundo Martí de Liberación Nacional (FMLN), una coalición u organización paraguas de cinco milicias de izquierda. En el transcurso de la década de 1970, ya habían existido tensiones y violencia significativas, antes del estallido total de la guerra civil.
Estados Unidos apoyó al gobierno militar salvadoreño y les suministró 4 mil millones de dólares, entrenó a sus élites militares, y les proporcionó armas a lo largo de una década. Israel también apoyó activamente a las fuerzas gubernamentales y fue el mayor proveedor de armas de El Salvador de 1970 a 1976. El conflicto terminó a principios de la década de 1990. Entre 75.000 y 90.000 personas murieron durante la guerra, muchos abandonaron el país en calidad de refugiados.

### Guatemala

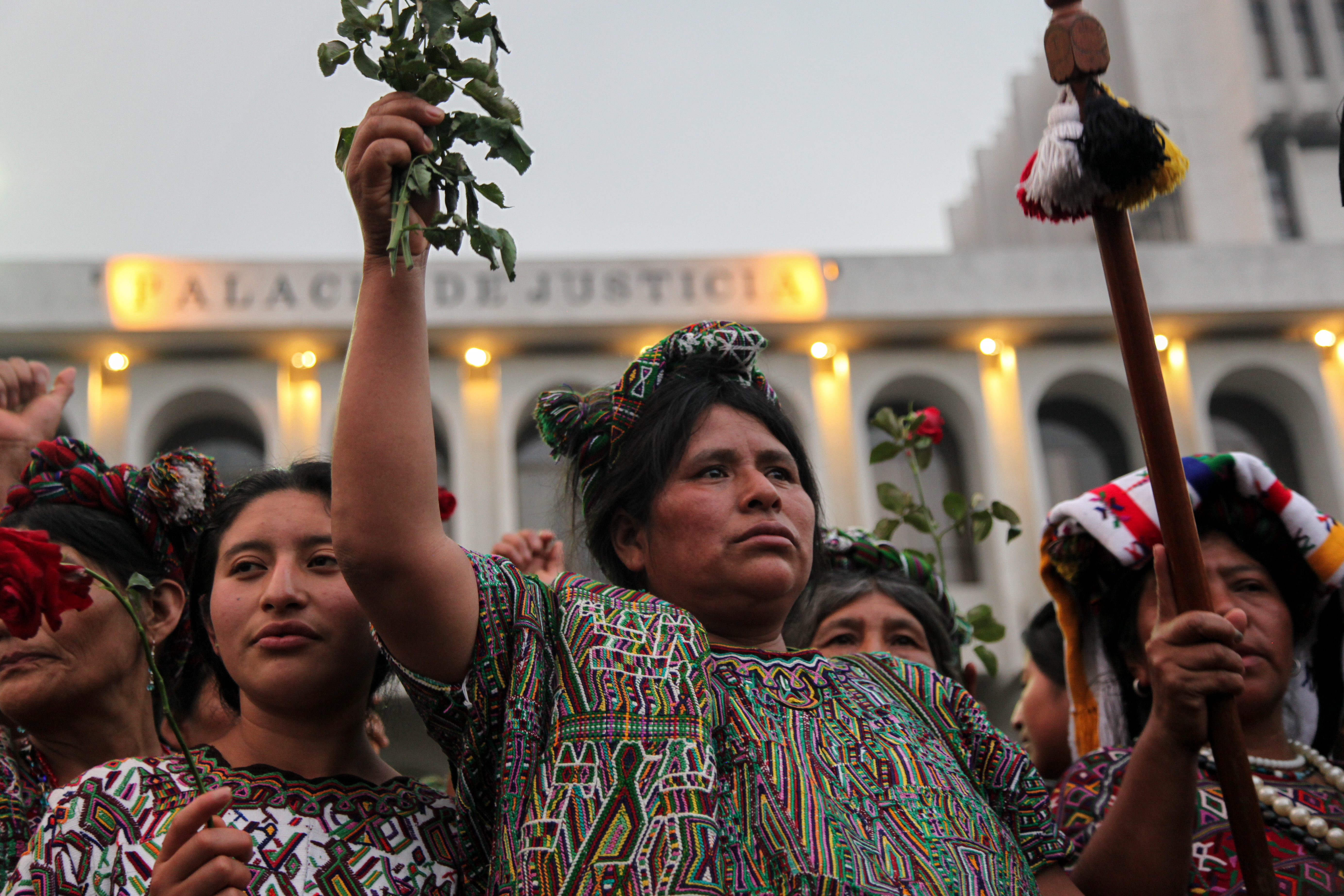
Los indígenas de origen maya fueron víctimas de exterminio por parte del gobierno guatemalteco.

Luego de un golpe de Estado respaldado por la CIA que derrocó a Jacobo Árbenz en 1954, se produjo una guerra civil en Guatemala entre 1962 y 1996. En Guatemala, las Fuerzas Armadas Rebeldes (FAR) que luchan contra el gobierno se basan exclusivamente en áreas rurales, y estaban integrados por una numerosa población campesina e indígena de etnia maya. Dirigieron una operación polifacética y lideraron una lucha armada de masas de carácter nacional.  Guatemala vio un aumento de la violencia a fines de la década de 1970, marcado por la masacre de Panzós de 1978. En 1982, los grupos guerrilleros resurgidos se unieron en la Unidad Nacional Revolucionaria de Guatemala.
La presidencia de Ríos Montt (1982-1983), durante el cual implementó una estrategia que llamó "frijoles y balas", es ampliamente considerado el punto de inflexión de la guerra. El gobierno guatemalteco y las guerrillas severamente debilitadas firmaron un acuerdo de paz en diciembre de 1996, poniendo fin a la guerra. Más de 200.000 personas murieron en el transcurso de la guerra civil, desproporcionadamente indígenas atacados por los militares encabezados por Ríos Montt.  El 10 de mayo de 2013, Ríos Montt fue declarado culpable de genocidio y condenado a 80 años de prisión. Guatemala aun enfrenta casos de corrupción institucional y diversos problemas sociales tales como la hambruna infantil.

### Honduras

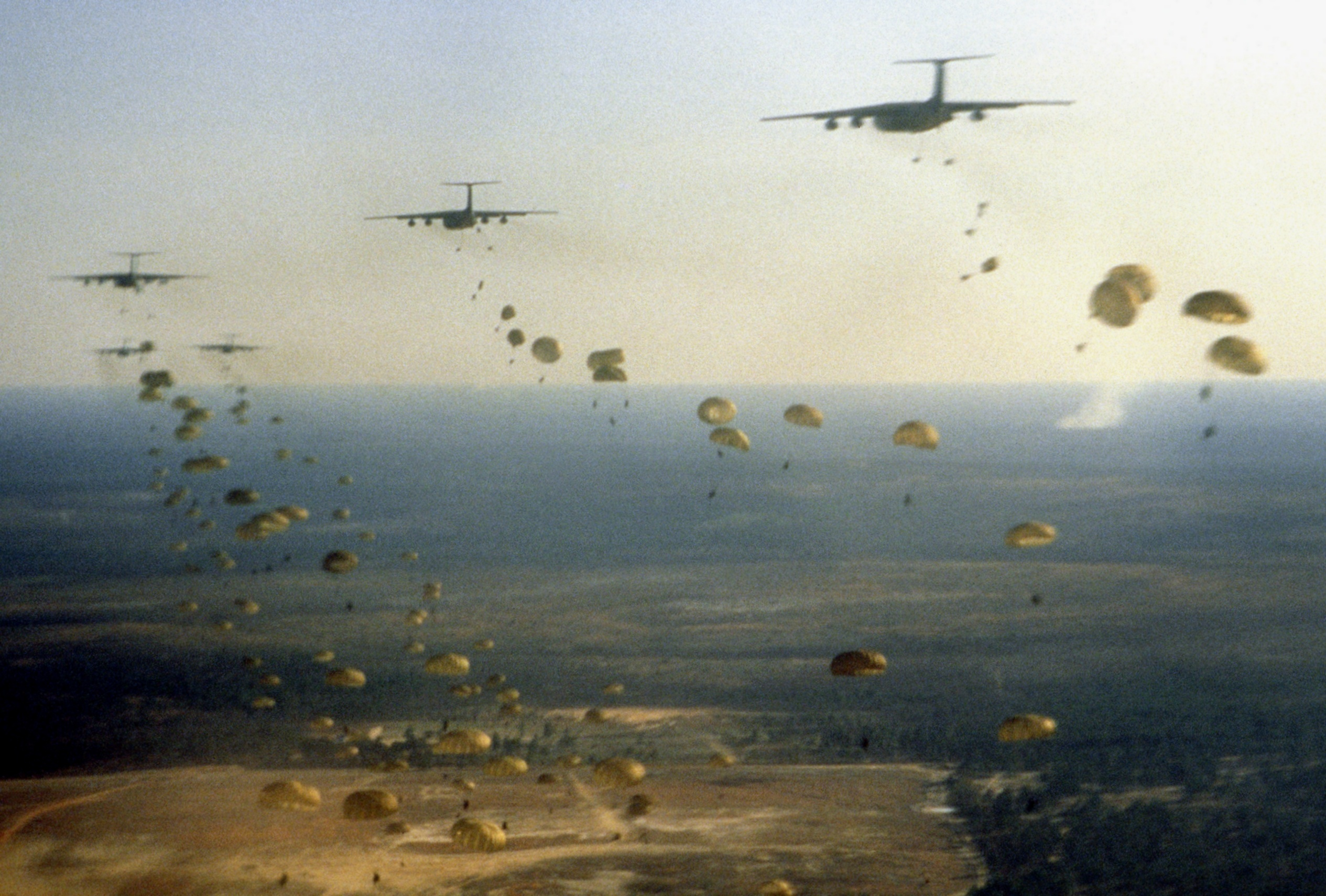
La operación Faisán dorado en 1988 fue el despliegue de tropas en suelo hondureño por parte de Estados Unidos en respuesta a las incursiones nicaragüenses.

Honduras había sufrido a lo largo de su historia constantes guerras civiles, golpes de Estado y juntas militares, sumado a una fuerte dependencia económica de Estados Unidos. Debido a esto, a finales de los años 70 surgieron en el país varios grupos guerrilleros, dando inicio a la llamada insurgencia guerrillera. Durante este periodo se registraron una serie de secuestros y atentados organizados por organizaciones como el Movimiento Popular de Liberación - Cinchonero, entre otras. Sin embargo, estos grupos no lograron ejecutar acciones de gran envergadura que provocaran una escalada hacia una guerra civil, como ocurrió en países vecinos. Esto se debió al reformismo militar de los gobiernos de la junta militar de los años sesenta y setenta lideradas por Oswaldo López Arellano y Juan Alberto Melgar. 
Sin embargo, los temores de que las guerras civiles que asolaban a sus vecinos se extendieran al país llevaron a la realización de varios asesinatos, torturas, y desapariciones de cualquier individuo identificado como disidente, encabezado por el escuadrón de la muerte del ejército hondureño Batallón 3-16, que recibió entrenamiento y apoyo de la agencia central de inteligencia de los Estados Unidos.
Honduras fue ocupada militarmente por los Estados Unidos y así se convirtió en la clave para la respuesta de la administración Reagan a la crisis, convirtiendo al territorio hondureño en una enorme base del ejército estadounidense para mantener el control hegemónico norteamericano en Centroamérica. Las tropas estadounidenses realizaron grandes ejercicios militares en Honduras durante casi toda la década de 1980 y entrenaron a miles de salvadoreños en el país.  La nación también albergaba bases para la contra nicaragüense. Para 1986 el ejército hondureño y tropas nicaragüenses mantuvieron varias escarmuzas en la frontera, además del bombardeo por parte de la fuerza aérea de Honduras hacia dos pueblos nicaragüenses en apoyo a los esfuerzos de socavar las milicias comunistas en el país.
Este estado de guerra no declarada en entre ambos países terminó en las operaciones Danto 88 y Operación Faisán Dorado. En 1998, el huracán Mitch dejó a más de 2 millones de hondureños sin hogar ni trabajo, buena parte de la infraestructura que quedó totalmente dañada, arrastrando a Honduras a más pobreza y atraso. En 2009 se dio un golpe de Estado contra el presidente Manuel Zelaya tras que este estrechara lazos con el ALBA, lo cual provocó protestas masivas en todo el territorio nacional que terminaron en muertes de varios ciudadanos hondureños.

## Consecuencias
La región de Centroamérica fue de las últimas zonas de guerra de América lo cual ha hecho que su desarrollo sea más lento que el de sus vecinos, en especial el triángulo norte, la cual es una de las más afectadas por ella, esto llevó al abandono de cientos de centroamericanos escapando tanto de la destrucción que ocasionó la guerra en los casos de El Salvador o Nicaragua, el exterminio étnico en el caso de Guatemala, o la brutal represión y crímenes de lesa humanidad a manos de las fuerzas de seguridad en el caso de Honduras. 
En temas de pérdidas humanas se calcula que debido solo a conflictos armados se perdieron alrededor de más de 340,000 vidas entre civiles y militares en todos los países, así también como víctimas de desapariciones, hoy se siguen sumando víctimas por actividades del crimen organizado. En material económico, las economías de países quedaron dañadas, y el establecimiento del modelo neoliberal llegó a El Salvador, Guatemala, y Honduras. El Salvador optó por la dolarización de su moneda para mejorar su situación. Nicaragua por su parte optó por un modelo socialista con caracteres capitalistas, similar al que se ha adoptado en la República Popular China desde su apertura al mundo.

## Actualidad

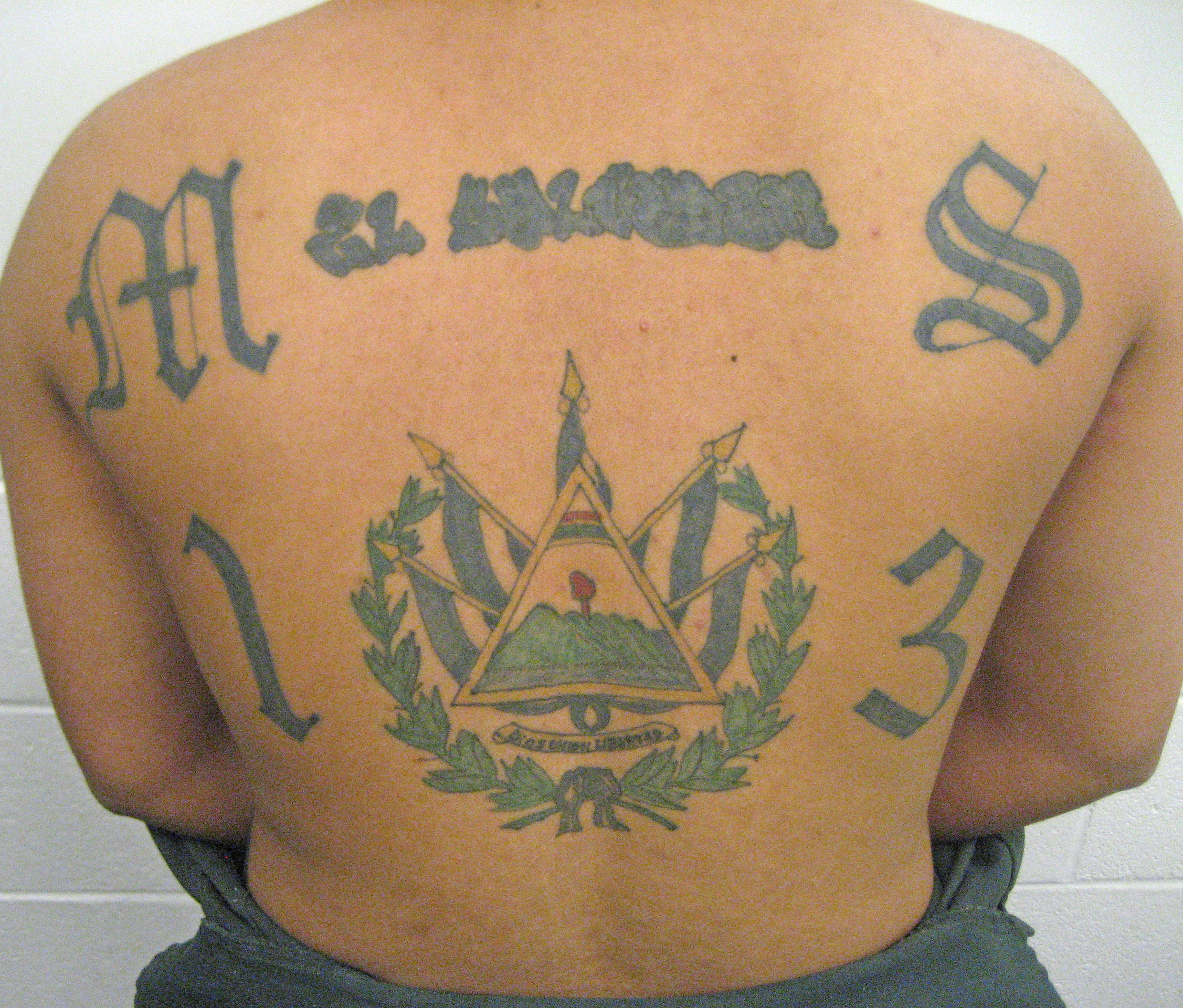
Las Pandillas Mara Salvatrucha y la Mara Barrio 18, son los Grupos criminales responsables por la gran tasa de homicidios que occuren en el continente, principalmente Guatemala, El Salvador y Honduras, esto se debe a la deportación masiva desde los Estados Unidos hacia sus países de origene.

Hoy la región centroamericana es la más convulsa de América Latina y con una con las tasas de homicidios más elevados del mundo. Los viejos conflictos ideológicos de la guerra fría aún persisten, en los siguientes casos se puede ver que en Nicaragua aún gobierna el FSLN, un partido político de carácter socialista con acusaciones de tener rasgos autoritarios y en Honduras estuvo más de 11 años en el poder el Partido Nacional de Honduras, un partido catalogado como de extrema derecha por algunos con nexos al narcotráfico. Hoy en día se suman millones de migrantes de Centroamérica en países como Estados Unidos, Canadá, y la Unión Europea. Actualmente se señala a Honduras como el país más afectado por la crisis, la situación hondureña durante las décadas siguientes se caracterizó por la desindustrialización, el deterioro de las instituciones públicas, falta de inversión al estado de bienestar, la disminución de las reservas financieras internacionales, la disminución de los salarios y el aumento del desempleo y el subempleo, y una inestabilidad política. 
En El Salvador, posteriormente de que se terminara la guerra civil y se firmaron los acuerdos de paz, y cuando Los años pasaban y la tasa de criminalidad fue creciendo al mismo tiempo por parte de los jóvenes, se estimó que en 1994, la tasa de homicidios aumento, esta comenzaba a crecer manteniéndose incluso cuando los años pasaban, fue hasta 2019 cuando el actual presidente Nayib Bukele comenzó a realizar estrategias de seguridad para combatir el crimen organizado en el país, pero fue en el 2022, cuando alrededor de 88 personas fueron asesinadas por miembros de la MS-13, esto provocó que el entonces presidente bukele declarara la guerra contra todos los pandilleros y grupos criminales del país, arrestando a cada uno de ellos.